# قسم (فیلم ۱۳۹۷)
قسم  فیلمی به نویسندگی و کارگردانی محسن تنابنده و تهیه‌کنندگی جلیل شعبانی که در سال ۱۳۹۷ تولید شده‌است. فیلم قسم در سی و هفتمین دوره جشنواره فیلم فجر رونمایی شد.
این فیلم از تاریخ ۹ مرداد ۱۳۹۸ در سینماهای ایران اکران شد.

## داستان
این فیلم دربارهٔ قتل زنی به نام رضوان است که خانواده و اقوام آن به دنبال ثابت کردن قاتل بودن به شوهر وی بهمن به دادگاه هستند.
روال دادگاه ۵ سال به نتیجه رسیدن پروندهٔ قتل را به تعویق انداخته و این آخرین دادگاهی است تشکیل خواهد شد و اگر قسامه انجام نشود رأی به برائت داده خواهد شد. همهٔ خانواده معتقدند که شوهرش قاتل است، آن‌ها با اتوبوس خلیل برادر شوهر راضیه (خواهر بزرگتر رضوان) از گرگان به مشهد برای مراسم قسامه می‌روند. در این میان، خسرو همسر راضیه سر زده به جمع آن‌ها می ‌آید و با تصمیم قصاص برای بهمن مخالفت می‌کند، حتی راضیه را تهدید به طلاق می‌کند، بعد از یک مشاجره از اتوبوس پیاده شده و برمی‌گردد و...

## بازیگران
- مهناز افشار در نقش راضیه
- سعید آقاخانی در نقش خسرو
- حسن پورشیرازی در نقش خلیل
- مهران احمدی در نقش بهمن
- حسین ملکی در نقش عمو قاسم
- گیتی معینی در نقش عمه بتول
- آزاده مهدی زاده در نقش مرضیه
- نازنین فلاحی در نقش رعنا
- حسین پور کریمی در نقش مرتضی
- سامان ارسطو در نقش محمود
- زهرا بهروزمنش در نقش نجمه
- مجتبی طباطبایی در نقش جلیل
- مسعود سخایی در نقش حسن
- رامین مشارع در نقش رحمان
- فاطمه مرتاضی در نقش زن عمو قاسم
- محمد تنابنده در نقش کاظم
- محمود صامت در نقش جلال
- عباس شجاع در نقش ناصر
- صاعد رمضانی در نقش نادر
- ناهید قهرمانی در نقش آهو
- داریوش اشرفی در نقش عمو غدیر
- مسعود بهارلو در نقش کمال
- بردیا غلامی در نقش کریم

## جشنواره‌ها

### سی و هفتمین دوره جشنواره فیلم فجر
| قسمت                       | نامزد            | نتیجه    |
| -------------------------- | ---------------- | -------- |
| بهترین فیلمنامه            | محسن تنابنده     | نامزدشده |
| بهترین بازیگر نقش اول زن   | مهناز افشار      | نامزدشده |
| بهترین بازیگر نقش مکمل مرد | حسن پورشیرازی    | نامزدشده |
| بهترین تدوین               | خشایار موحدیان   | نامزدشده |
| بهترین صدابرداری           | مهدی ابراهیم‌زاده | نامزدشده |
| بهترین جلوه‌های ویژه میدانی | ارشا اقدسی       | نامزدشده |

### بیستمین دوره جشن حافظ
| قسمت              | نامزد          | نتیجه    |
| ----------------- | -------------- | -------- |
| بهترین فیلم       | جلیل شعبانی    | نامزدشده |
| بهترین کارگردانی  | محسن تنابنده   | نامزدشده |
| بهترین بازیگر زن  | مهناز افشار    | نامزدشده |
| بهترین تدوین      | خشایار موحدیان | نامزدشده |
| بهترین فیلمبرداری | تورج اصلانی    | نامزدشده |

دیگر جوایز :
- برنده تندیس بهترین فیلم از نگاه مخاطبان برای محسن تنابنده در مراسم اهدای جوایز نهمین جشنواره فیلم استرالیا (۱۳۹۹)
- برنده تندیس بهترین کارگردانی برای محسن تنابنده در مراسم اهدای جوایز نهمین جشنواره فیلم استرالیا (۱۳۹۹)